# Wien (Inzell)

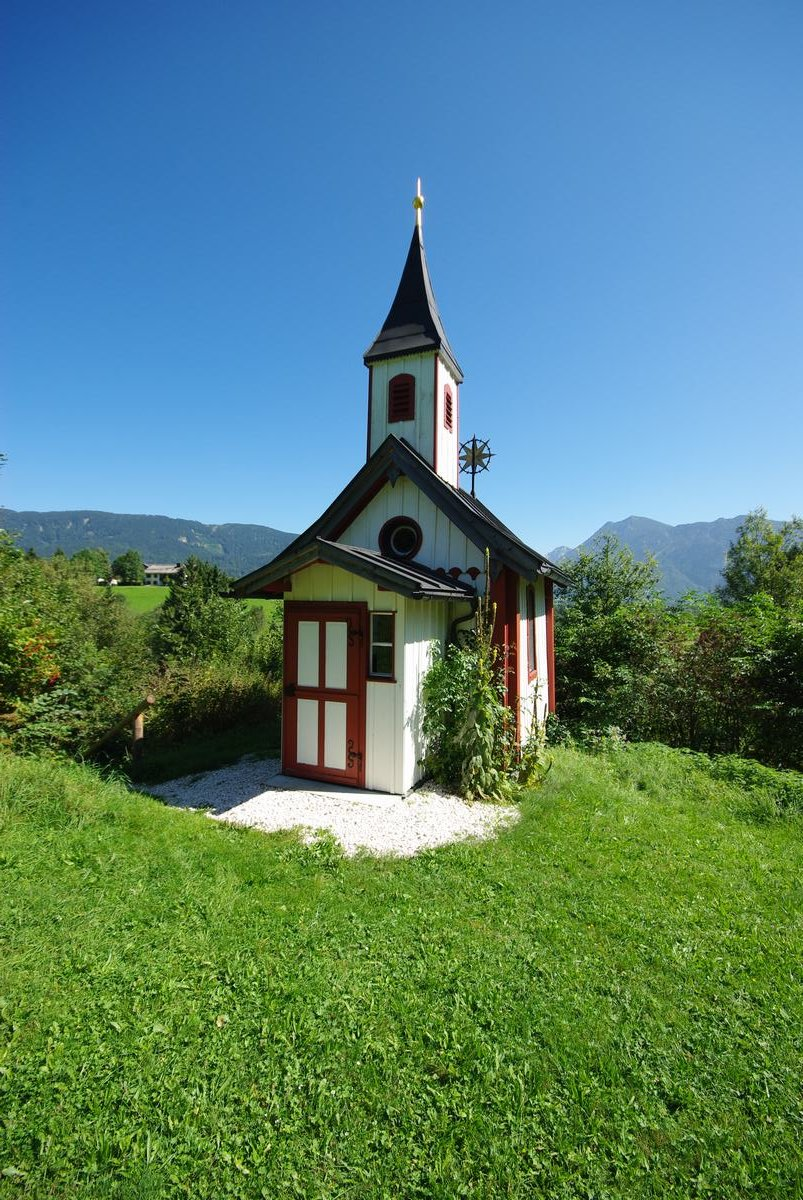
Antoniuskapelle in Wien

Die Einöde Wien ist ein Gemeindeteil von Inzell im oberbayerischen Landkreis Traunstein.

## Baudenkmäler
- Antoniuskapelle, erbaut 1894
- Ehemalige Hammerschmiede